# Jeremiah Dixon
Jeremiah Dixon (27 de julio de 1733-22 de enero de 1779) fue un geógrafo y astrónomo inglés que es conocido sobre todo por su trabajo con Charles Mason, desde 1763 a 1767, para determinar lo que más tarde se llamó Línea Mason-Dixon.
Dixon nació en Cockfield, cerca de Bishop Auckland, condado de Durham en el norte de Inglaterra en 1733, el quinto de siete hijos, de George Dixon y Mary Hunter. Su padre era un próspero cuáquero propietario de una mina de carbón. Dixon se interesó en astronomía y matemáticas durante su educación en el castillo de Barnard Castle; conoció al matemático William Emerson, y astrónomos como John Bird y Thomas Wright.
Jeremiah Dixon actuó como ayudante de Charles Mason en 1761 cuando la Royal Society eligió a Mason para que observara el tránsito de Venus desde Sumatra. Sin embargo, su viaje se retrasó y en su lugar desembarcaron en el cabo de Buena Esperanza donde observaron este fenómeno astronómico el 6 de junio de 1761. Dixon regresó al Cabo de nuevo con el reloj de Nevil Maskelyne para realizar experimentos sobre la gravedad.
Dixon y Mason fueron contratados en 1763 por los propietarios de Pensilvania y Maryland, Thomas Penn y Frederick Calvert, séptimo barón de Baltimore, para resolver la disputa fronteriza entre las dos provincias. Llegaron a Filadelfia en noviembre de 1763 y comenzaron a trabajar a finales de año. No acabaron su investigación hasta finales de 1766, y se quedaron más tiempo para medir un grado del meridiano de la Tierra en la península de Delmarva en Maryland, por cuenta de la Royal Society. además hicieron mediciones sobre la gravedad con el mismo instrumento que utilizó Dixon con Maskelyne en 1761. Antes de regresar a Inglaterra en 1768, fueron admitidos por la Sociedad Filosófica americana (Sociedad americana para la promoción del conocimiento útil), en Filadelfia.
Dixon se embarcó hacia Noruega en 1769 con William Bayly para observar otro tránsito de Venus, permaneciendo Dixon en la isla de Hammerfest. A su regreso a Inglaterra en julio, Dixon reanudó su labor como geógrafo en Durham. Murió soltero en Cockfield el 22 de enero de 1779.
Es posible que su nombre sea el origen del apodo Dixie que se usa para referirse a los estados sureños de los Estados Unidos de América pero es más creíble que esta denominación provenga del hecho que en los estados sureños, en los billetes de diez dólares, en lugar de la leyenda Then Dollars figuraba la leyenda Dix Dollars usando la palabra francesa dix para el número 10.
Jeremiah Dixon es uno de los personajes principales de la novela de 1997 escrita por Thomas Pynchon: Mason & Dixon. La canción Sailing to Philadelphia del álbum del mismo nombre de Mark Knopfler, también se refiere a Mason y Dixon, y está inspirada en el libro de Pynchon.